# 자막
자막(字幕)은 텔레비전 프로그램과 영화 속 대화를 글로 표현한 것을 말하며 보통 화면의 맨 아래에 표시한다. 외국어로 된 대화의 번역일 수도 있고, 같은 언어의 대화를 그대로 문자로 표현한 것일 수도 있다. 또, 청각 장애가 있는 시청자들이 대화를 따라갈 수 있도록 고안된 정보가 추가되어 있을 수도 있고 그렇지 않을 수도 있다. 텔레비전의 문자 다중 방송의 자막은 시청자가 적절한 다중 방송 페이지 (p888)를 선택하거나 메뉴에서 따로 요청을 하지 않으면 표시되지 않으며 청각 장애가 있는 시청자들을 위한 추가적인 소리 표현을 전달하기도 한다. 다중문자 방송의 자막 언어는 원음을 따르지만 방송국이 여러 언어의 자막을 다중문자 방송 페이지에 추가해야 하는 다국어 사용 국가에서는 제외된다.
가끔, 특히 영화제와 같은 곳에서 자막은 화면 아래에 별도의 창에 표시할 수 있으며 이로써 영화 제작사가 방영을 위해 별도로 자막을 삽입한 영상을 내보내지 않아도 된다. 북아메리카에서 청각 장애가 있는 사람들을 위한 텔레비전 자막은 폐쇄 자막(클로즈드 캡션)이라고 한다.

## 자막 제작
오늘날 전문 자막 제작가들은 영상을 하드 디스크에 디지털로 저장할 수 있고 이로써 각 영상 프레임에 바로 접근할 수 있는 특수 컴퓨터 소프트웨어와 하드웨어를 사용하여 작업한다. 자막 제작가들은 자막 제작에 더불어 각 자막의 표시 여부에 대한 정확한 위치를 컴퓨터 소프트웨어에 전달한다. 영화의 경우 이 작업은 전통적으로 별도의 기술직이 담당하였다. 최종 결과는 실제 자막이 포함된 자막 파일뿐 아니라 각 자막의 표시 여부를 가리키는 위치 마커를 포함한다. 이 마커는 텔레비전, 비디오, DVD와 같은 전자 매체에 쓰일 경우 보통 타임 코드를 기반으로 한다. 반면 전통 영화에 자막을 입힌 경우 영화 길이를 기반으로 한다.
완성된 자막 파일은 영상에 자막을 추가하는 데 쓰이거나 오픈 자막 기술을 이용하여 직접 영상에 주사하거나 수직 귀선 기간에 심어서 나중에 TV에 추가된 외부 변환기의 도움을 받아 최종 사용자가 영상에 자막을 겹쳐 보이게 만들 수 있다. DVD의 폐쇄 자막의 경우 tiff나 bmp 그래픽스로 변환하여 나중에 최종 사용자가 자막을 겹쳐 보이게 만들 수 있다.
자막은 또한 별도의 프로그램을 사용하여 개인이 자유롭게 만들 수 있으며 VS필터+버추얼덥과 같은 프로그램을 이용하여 영상 파일에 자막을 심을 수 있다. VS필터의 경우 수많은 미디어 플레이어의 자막 표시에도 쓰인다.

## 동일 언어 자막
번역 과정을 거치지 않는 "동일 언어 자막"(이를테면 한국어로 전달하는 영화를 한국어 자막으로 보는 것)은 주로 청각 장애가 있는 사람들을 돕기 위해 고안되었다. 대화로서의 동일 언어 자막은 이따금 사람의 눈이 읽기 쉽도록 편집한다.

### 폐쇄 자막

TV 속 CC 기호는 보스턴 공영 방송사 WGBH의 그래픽 디자이너 Jack Foley가 만들었다. 그는 이 기호를 퍼블릭 도메인으로 등록하였으므로 텔레비전 프로그램에 자막을 넣는 사람이라면 누구든지 이것을 사용할 수 있다.

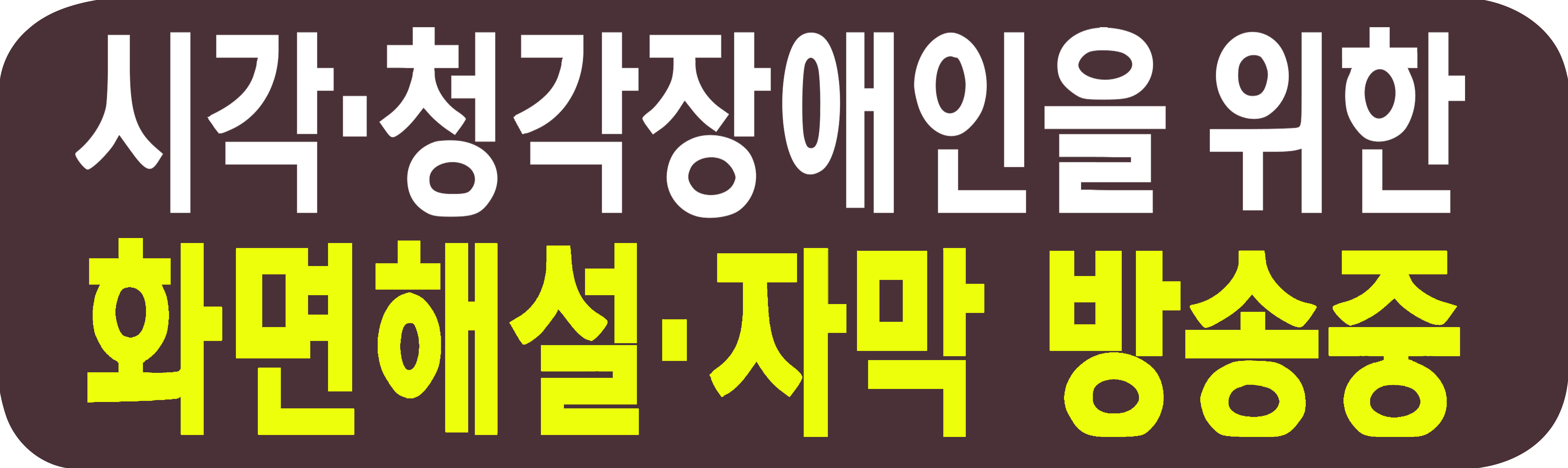
한국방송공사에서 폐쇄 자막을 이용해 자막 방송을 하고 있다는 안내. 대한민국의 지상파 프로그램 대부분이 폐쇄 자막을 이용해 자막을 송출하고 있으며 일부 TV 수상기를 제외하면 전용 어댑터가 있어야 자막 시청이 가능하다.

폐쇄 자막은 클로즈드 자막을 위해 사용하는 북미식 용어로 청각 장애가 있는 사람들을 위해 고안되었다. 번역용으로는 잘 사용하지 않으며 보통 "(한숨 쉬다)"(sigh), "(깨지는 소리)", "(잔잔한 음악이 흐른다)"와 같은 중대한 비대화식 소리의 내용을 포함한다.

#### 실시간 자막
시사, 스포츠, 토크쇼, 정치, 특별 행사와 같은 프로그램들은 실시간이나 온라인 자막을 이용한다. 생방송 자막에 흔히 쓰이며 실질적으로 모든 텔레비전 방송은 청각 장애인도 접근할 수 있도록 해야 한다.

##### 미리 준비된 자막
일부 프로그램은 방송 직전 몇 시간 동안 준비하지만 타임 코드 기반의 자막 파일을 준비하기에는 시간이 충분하지 않다. 미리 준비된 자막은 오프라인 자막과 매우 비슷해 보이지만 자막이 프로그램 타임 코드에 지정되어 동작하는 것이 아니므로 신호(cue)의 정확성이 조금 떨어질 수 있다.
뉴스 편집실의 자막은 편집실 컴퓨터 시스템으로부터 자동으로 자막 출력 장치에 자막을 전송한다. 동작은 하지만 순간 업데이트와 같은 목적에 적합하다.

##### 생방송
컴퓨터를 사용하여 속기를 쓰거나 벨로타이프 키보드를 사용하여 소리가 표현되기 2-3초 안에 자막을 입력해야 하는 CART(통신 접근 실시간 번역)의 속기사는 순전히 실시간으로 대본 없이 자막을 입력해야 한다. 그러나 최근에 개발한 것들 가운데 음성 인식 소프트웨어와 대화와 소리 반향 기능이 있다. 음성 인식 기술은 영국에서 매우 빠르게 진보하여 생방송 자막의 약 50%가 2005년 기준으로 음성 인식을 사용하고 있다. 실시간 자막은 사람이 말하는대로 문자열의 흐름을 표현해야 한다는 측면에서 오프라인 자막에 비해 다르게 보인다.
실시간 속기사들은 속기에 매우 훈련이 되어 있다. 속기는 소리 그대로 낱말을 표현하는 시스템을 말하며 여러개의 동음이의(there, their, they're)를 가진 영어의 경우 표현하기가 쉽지 않다. 법원과 조사 기관에서 일하는 속기사들은 대본을 전달하는 데 보통 24시간의 여유가 주어진다. 끝내 다양한 동음이의가 입력되지만 나중에 철자를 고치는 과정을 거친다. 실시간 속기사들은 대본을 정확하게 바로 바로 전달해야 한다. 그러므로 이러한 속기사들은 동음이의를 다르게 입력하는 기술을 계발해야 하며, 즉각적인 주문형 방송에 정확한 정보를 전달하는 데 압박을 받을 수 있지만 이에 흔들리지 않아야 한다.
최근의 자막 관련 조사에 따르면 방송사들이 내보내는 스포츠 방송 자막에 대한 우려가 드러나 있다. 바깥 날씨 때문에 소리가 잘 들리지 않아서 속기사들이 자막을 입력하지 않음으로써 스포츠 방송 자막을 내보내지 않는 경우가 있다. 이에 대해 Australian Caption Centre는 1998년 11월에 NWPC(National Working Party on Captioning)에 스포츠 방송 자막(테니스, 럭비 리그, 수영 프로그램)에 대한 세 가지 예시를 제시하였다.
1. 몹시 감소 (Heavily reduced): 자막 제공자들은 해설을 무시하고 점수와 필수적인 정보만 제공한다.
2. 상당히 감소 (Significantly reduced): 자막 제공자들은 QWERTY 입력을 사용하여 해설자가 말하는 중요한 요약 정보를 내보내지만 이 입력의 제한 때문에 지연 현상이 일어난다.
3. 포괄적인 실시간 (Comprehensive realtime): 자막 제공자들은 온전히 속기를 사용하여 해설 자막을 띄운다.[1]

NWPC는 그들이 받아들이는 표준은 온전히 해설에 접근하는 Comprehensive realtime 방식이라고 결론지었다. 또한, 모든 스포츠가 생방송이 아니며, 수많은 행사는 방송하기 몇 시간 전에 미리 녹화되므로 자막을 입력하는 사람이 오프라인 방식을 사용하여 자막을 입력할 수 있다.

#### 오프라인 자막
생방송 프로그램이 아닌 미리 녹화된 프로그램의 경우 텔레비전 프로그램 제공자들은 오프라인 자막을 사용한다. 자막을 입히는 사람들은 하이엔드 텔레비전 산업에 발맞추어 오프라인 자막을 준비함으로써 팝온 스타일 자막, 전문 화면 대체, 화자 증명, 글씨 기울임, 특수 문자, 효과음과 같은 맞춤식 자막 기능을 제공할 수 있다.
오프라인 자막은 대사 뿐 아니라 효과음 등을 모두 표현하기 때문에 청각 장애를 가진 시청자가 스토리라인을 따라가고 분위기를 파악하는 등 완전한 청각 체험을 즐길 수 있게 도와 준다.

### 오픈 자막(화면 효과로서의 자막)
자막은 외국 영상물을 시청하거나 청각 장애가 있어 시청자가 알아듣지 못할 때 주로 쓰는 것이 일반적이다. 하지만 이런 경우가 아니더라도 추가로 시청자에게 정보를 전달해야 할 경우가 있을 때 자막을 활용하기도 한다. 대한민국에서는 1997년과 1998년, 1999년, 2000년대 이후부터 모든 방송사에 일부 예능 프로그램에서 명대사 오픈 자막 도입을 시작했지만, 2000년대에는 걸어서 세계속으로와 같은 교양 프로그램에서 내레이션의 설명과 더불어 부연 설명을 하기 위해(지역 풍습을 설명하거나 명승지에 대한 설명 등) 쓰기도 하며, SBS 인기가요 등 음악 프로그램에서 가수와 제목, 가사를 자막으로 표시하기도 한다. 예능 프로그램 등에선 출연자의 목소리가 작게 녹음되어 시청자가 놓칠 수 있는 대사 등을 표기하기도 하며 때론 웃음을 유발하기 위해 이를 사용하기도 한다. 무한도전이 웃음을 유발하기 위해 이런 효과를 극대화하여 방송하는 대표적인 방송으로 알려져 있다.

### 드라마 하단 자막
2023년부터 SBS와 MBC의 일부 드라마 재방송을 기반으로 자막 서비스가 제공되어 왔으며, 2025년부터는 방송사별 한국어 원본 자막 서비스에 더하여, 다문화주의 및 다국어 자막 서비스와 OTT 서비스도 단계적으로 도입되고 있다.

## 번역 자막 사용 국가
일부 국가나 종교 환경에서 거의 모든 외국어 TV 프로그램이 더빙을 거치지 않고 자막을 통해 방영한다:
|  | - 아랍 세계 - 알바니아 - 아르헨티나 - 오스트레일리아 - 벨기에 - 볼리비아 - 스페인어 - 보스니아 헤르체고비나 - 브라질 - 콜롬비아 - 스웨덴 |  | - 브라질 - 불가리아 - 쿠바 - 코스타리카 - 크로아티아 - 키프로스 - 덴마크 - 에스토니아 - 핀란드 - 그리스 |  | - 홍콩 - 아이슬란드 - 인도네시아 - 이스라엘 - 아일랜드 - 일본 - 마케도니아 공화국 - 말레이시아 - 몬테네그로 - 네덜란드 |  | - 노르웨이 - 페루 - 포르투갈 - 루마니아 - 세르비아 - 슬로베니아 - 싱가포르 - 남아프리카 공화국 - 대한민국 - 중화민국 |  | - 우크라이나 - 영국 - 우루과이 |

## 분류
동일 영상물의 동일 언어의 자막은 다음과 같이 여러 가지 분류로 나뉠 수 있다:
- 이야기식: 대부분의 자막에서 쓰이는 방식이다. 이야기식 자막은 외국어 대화와 화면 상의 문자열이 모국어로 변환된 것을 말한다.
- 강제: DVD에 흔히 쓰이는 강제 자막은 영상에 나오는 인물이 알아듣기 어려운 언어나 외국어를 말할 때에만 제공한다.
- 타이틀 전용: 더빙 프로그램이 이 종류의 자막을 사용한다. 타이틀은 번역되지 않은 화면 위의 제목에 맞는 문자열만 제공한다.

## 종류
콘텐츠를 배포하는 측면에서 자막은 다음 3가지 가운데 하나를 사용한다:
- 하드웨어 자막/오픈 자막: 자막이 영상 비디오 프레임에 병합되므로 특별한 장비나 소프트웨어 없이도 자막을 볼 수 있다. 그러므로 더 복잡한 변화 효과나 애니메이션이 추가될 수 있다. 이를테면 노래방의 자막은 여러 색, 글꼴, 크기, 애니메이션을 가진다. 그러나 이러한 자막은 원본 프레임의 일부여서 다중 언어와 같은 여러 종류의 자막을 다루는 것은 불가능하기 때문에 원본 영상이 배포물에 포함되어 있지 않을 경우 해제할 수 없다.
- 미리 렌더링 처리된 자막: 이 자막은 재생하는 동안 원본 비디오 프레임에 추가되는 별도의 영상 프레임이 된다. 미리 렌더링 처리되는 자막은 DVD에 쓰인다. (영상 프레임으로서 같은 파일 안에 포함하지만 말이다) 켜고 끄는 것이 가능하며, 다국어 자막을 추가할 수 있고 여러 개의 자막을 바꿔가며 볼 수 있다. 물론 재생 프로그램은 이러한 자막을 보여 줄 수 있는 기능을 지원해야 한다. 한편 자막은 되도록 작은 비트레이트와 색 수를 사용한 이미지로 인코딩되어야 하므로 보통 앤티엘리어싱과 래스터라이징을 사용하기 힘들다. 또한 이러한 자막은 텍스트가 아니기 때문에 추출하거나 변경하는 것이 쉽지 않지만 SubRip과 같은 특별한 소프트웨어가 존재하므로 이러한 자막을 소프트웨어 자막으로 변환하는 데 사용할 수 있다. (아래의 소프트웨어 자막을 참고하라)
- 소프트웨어/클로즈드 자막: 이 자막은 재생하는 도중에 표시할 시간표에 따라 문자열이 켜지고 꺼지는 자막을 말한다. 재생 소프트웨어가 이를 지원해야 한다. 또, 프로그램에 따라 호환되지 않는 파일 포맷이 여러 개 있을 수 있다. 이러한 자막을 만들어 변경하는 것은 상대적으로 쉽기 때문에 팬서브(fansub)에 흔히 쓰인다. 텍스트 렌더링 화질은 재생 소프트웨어에 따라 다양하지만 대체적으로 미리 렌더링 처리된 자막보다 품질이 좋다. 또한 몇 가지 포맷은 최종 사용자에게 문자 인코딩 문자를 유발시킬 수 있으며, 이를테면 여러 언어가 동시에 화면에 출력된다. (특히 라틴어와 아시아어 스크립트)

다른 분류의 경우, 디지털 영상 자막이 단일 영상 파일 컨테이너에 영상/오디오 스트림을 따라 추가되어 있다면 내부 자막으로 불린다. 반면 각 파일을 수정하기 쉽지만 다루기 쉽지 않은 별도의 파일로 배포할 경우 이를 외부 자막으로 부른다.
| 기능                         | 오픈 자막 | 미리 렌더링된 자막                                                              | 소프트웨어 자막                                                           |
| ---------------------------- | --- | ------------------------------------------------------------------------------- | ------------------------------------------------------------------------- |
| 켜고 끌 수 있음              | |                                                                                 |                                                                           |
| 다국어 자막 변환             | |                                                                                 |                                                                           |
| 편집 가능                    | | 어렵지만 가능                                                                   |                                                                           |
| 재생 프로그램의 필요성       | 없음 | 대다수의 플레이어가 DVD 자막을 지원한다.                                        | 일반적으로 특수한 소프트웨어를 설치해야 하는 것이 보통이다.               |
| 시각, 색, 글꼴 품질          | 영상 해상도와 압축률에 따라 달라지지만 대체적으로 높다. | 낮다                                                                            | 플레이어와 자막 파일 포맷에 따라 낮을 수도 있고 높을 수도 있다.           |
| 변화, 노래방 자막, 특수 효과 | 가장 높다 | 낮다                                                                            | 플레이어와 자막 파일 포맷에 따라 달라질 수 있지만 대체적으로 좋지 않다.   |
| 배포 형태                    | 원본 영상 안에 포함되어 있다. | 별도의 낮은 비트레이트의 영상 스트림을 사용하며 흔히 다중 송신 방식을 이용한다. | 자막, 명령 스트림, 다중 송신 방식 등이 담긴 파일이 상대적으로 용량이 작다 |
| 추가 오버헤드                | 없다. 다만 원본 영상을 다시 인코딩하여 추가된 자막은 전반적인 자막 품질을 떨어트릴 수 있으며 문자열의 날카로운 가장 자리는 압축률에 따른 깨짐 현상을 보일 수 있다. | 높다                                                                            | 낮다                                                                      |

## 자막 포맷

### 소프트웨어 영상 플레이어에 따라
| 이름                    | 확장자                         | 종류        | 문자열 스타일 | 메타데이터 | 타이밍      | 타이밍 정확도                    |
| ----------------------- | ------------------------------ | ----------- | ------------- | ---------- | ----------- | -------------------------------- |
| AQTitle                 | .aqt                           | 문자열 기반 |               |            | 프레임      | 프레임에 따라 달라질 수 있음     |
| JACOSub                 | .jss                           | 문자열 기반 |               |            | 지연 시간   | 10 밀리초                        |
| 마이크로DVD             | .sub                           | 문자열 기반 |               |            | 프레임      | 프레임에 따라 달라질 수 있음     |
| MPEG-4 시간 기반 텍스트 | .ttxt                          | XML         |               |            | 지연 시간   | 1 밀리초                         |
| MPSub                   | .sub                           | 문자열 기반 |               |            | 시퀀스 시간 | 10 밀리초                        |
| Ogg Writ                | 없음 (소리/영상 스트림과 혼합) | 문자열 기반 |               |            | 시퀀스 입자 | 비트스트림에 따라 달라질 수 있음 |
| 피닉스 자막             | .pjs                           | 문자열 기반 |               |            | 프레임      | 프레임에 따라 달라질 수 있음     |
| PowerDivX               | .psb                           | 문자열 기반 |               |            | 지연 시간   | 1 초                             |
| 리얼텍스트              | .rt                            | HTML 기반   |               |            | 지연 시간   | 10 밀리초                        |
| SAMI                    | .smi                           | HTML 기반   |               |            | 프레임      | 프레임에 따라 달라질 수 있음     |
| 구조 자막 포맷(SSF)     | .ssf                           | XML         |               |            | 지연 시간   | 1 밀리초                         |
| SubRip                  | .srt                           | 문자열 기반 |               |            | 지연 시간   | 1 밀리초                         |
| SubStation Alpha        | .ssa 또는 .ass (고급)          | 문자열 기반 |               |            | 지연 시간   | 10 밀리초                        |
| SubViewer               | .sub                           | 문자열 기반 |               |            | 지연 시간   | 10 밀리초                        |
| 유니버설 자막 포맷      | .usf                           | XML         |               |            | 지연 시간   | 1 밀리초                         |
| VobSub                  | .sub + .idx                    | 이미지 기반 |               |            | 지연 시간   | 1 밀리초                         |
| XSUB                    | 없음 (.divx 컨테이너에 포함)   | 이미지 기반 |               |            | 지연 시간   | 1 밀리초                         |

이뿐 아니라 일반적으로 쓰이지 않는 수많은 포맷이 존재한다. 대부분이 문자열 기반이며 .txt 확장자를 가진다.

### 매체에 따라
- 영화
- 문자 다중 방송
- Imitext

## 같이 보기
- 더빙
- 자막기

## 추가 문헌
1. "A semiolinguistic study of subtitling for an Automatically Processed Concise Writing (©APCW-ECAO) with an audiovisual application.” Paris-X Nanterre University ; National Center for Scientific Research (CNRS/ENS). France, 2005. Doctoral Thesis summa cum laude to be downloaded (pdf) at http://www.paulmemmi.com/?article=2&lang=en

## 참고 문헌
1. 1 2 3 4 5 6 7 8  Department of Communications, Information Technology and the Arts; Australian Caption Centre (1999년 2월 26일). “Submissions to the captioning standards review | Department of Communications, Information Technology and the Arts”. 2007년 9월 8일에 원본 문서 (마이크로소프트 워드)에서 보존된 문서. 2007년 4월 4일에 확인함. http://www.dcita.gov.au/__data/assets/word_doc/10835/Australian_Caption_Centre.doc
2. ↑  Caption Colorado (2002년). “Caption Colorado”. 2007년 7월 29일에 원본 문서에서 보존된 문서. 2007년 10월 24일에 확인함. Offline Captioning

For non-live, or pre-recorded programs, you can choose from two presentation styles models for offline captioning or transcription needs in English or Spanish.

Premiere Offline Captioning

Premiere Offline Captioning is geared toward the high-end television industry, providing highly customized captioning features, such as pop-on style captions, specialized screen placement, speaker identifications, italics, special characters, and sound effects.

Premiere Offline involves a five-step design and editing process, and does much more than simply display the text of a program. Premiere Offline helps the viewer follow a story line, become aware of mood and feeling, and allows them to fully enjoy the entire viewing experience. Premiere Offline is the preferred presentation style for entertainment-type programming. … 2002 |quote=에 라인 피드 문자가 있음(위치 25) (도움말);
3. ↑  일본에서는 1990년대 초중반에 쇼, 오락, 버라이어티 프로그램 오픈 자막을 시초였다.
4. ↑  김영희 PD가 1995년 《TV파크》의 프로그램 자막 도입을 시작되었지만, 그 후로 시청자 항의가 "우리가 청각 장애인인 줄 아느냐"고 비난을 받았다.
5. ↑  일부 코미디 프로그램에 명대사 오픈 자막을 보이지 않는다.
6. ↑  레바논에서는 아랍어와 프랑스어가 동시에 표시된다.
7. ↑  지상파에서는 특별한 이유가 없는 한 외국어를 더빙으로 처리한다.